# Distrito de Hualgáyoc
El distrito de Hualgáyoc es uno de los tres que conforman la provincia de Hualgáyoc, ubicada en el departamento de Cajamarca en el Norte del Perú. Limita por el Norte con los distritos de Chota y Bambamarca; por el Sur con los distritos de  Cajamarca, San Miguel y San Pablo; por el Este con el distrito de Bambamarca; y, por el Oeste con los distritos de Chugur y San Miguel.
Desde el punto de vista jerárquico de la Iglesia católica forma parte de la Diócesis de Cajamarca, sufragánea de la Arquidiócesis de Trujillo.

## Geografía
El distrito tiene una extensión de 226,17 km² y una población aproximada de 20 129 habitantes, de la cual el 90% es rural.
Se ubica a unos 88 km al norte de Cajamarca y a 29 km al oeste de Bambamarca, a 3 515 m s. n. m.

## Economía
Es un distrito  minero que el sabio Antonio Raimondi describió como «Techo de Paja, Cerros de Plata y Corazón de Oro», en su visita efectuada en 1867.

## Autoridades

### Municipales
- 2011 - 2014[4]
  - Alcalde: Ismael Becerra Prado, del Movimiento Compromiso Campesino (CC).
  - Regidores: Ciriaco Chuquiruna Guivar (CC), Juan Zamora Medina (CC), Irene Acuña Gálvez (CC), Arnulfo Vitón Villalobos (CC), Napoleón Gil Gálvez (Frente Regional de Cajamarca).
- 2007 - 2010
  - Alcalde: Segundo Gerardo Córdova Ramírez, Movimiento Independiente Progresista Bambamarquino.

### Religiosas
- Diócesis de Cajamarca[5]
  - Obispo: Mons. José Carmelo Martínez Lázaro, OAR